# Relations entre le Danemark et la Suède
Les relations entre le Danemark et la Suède sont des relations internationales s'exerçant au sein de l'Union européenne entre deux États membres de l'Union, le royaume du Danemark et le royaume de Suède. Elles sont structurées par deux ambassades, l'ambassade du Danemark en Suède et l'ambassade de Suède au Danemark.
Les deux nations ont une longue histoire commune, faite d'alliances fortes telle l'union de Kalmar qui unit les deux pays de 1397 à 1521, et de guerres successives, au nombre de onze entre 1521 et 1814. Les deux États sont membres du Conseil nordique, du Conseil des États de la mer Baltique, du Conseil de l'Europe et de l'Union européenne.

## Liens externes

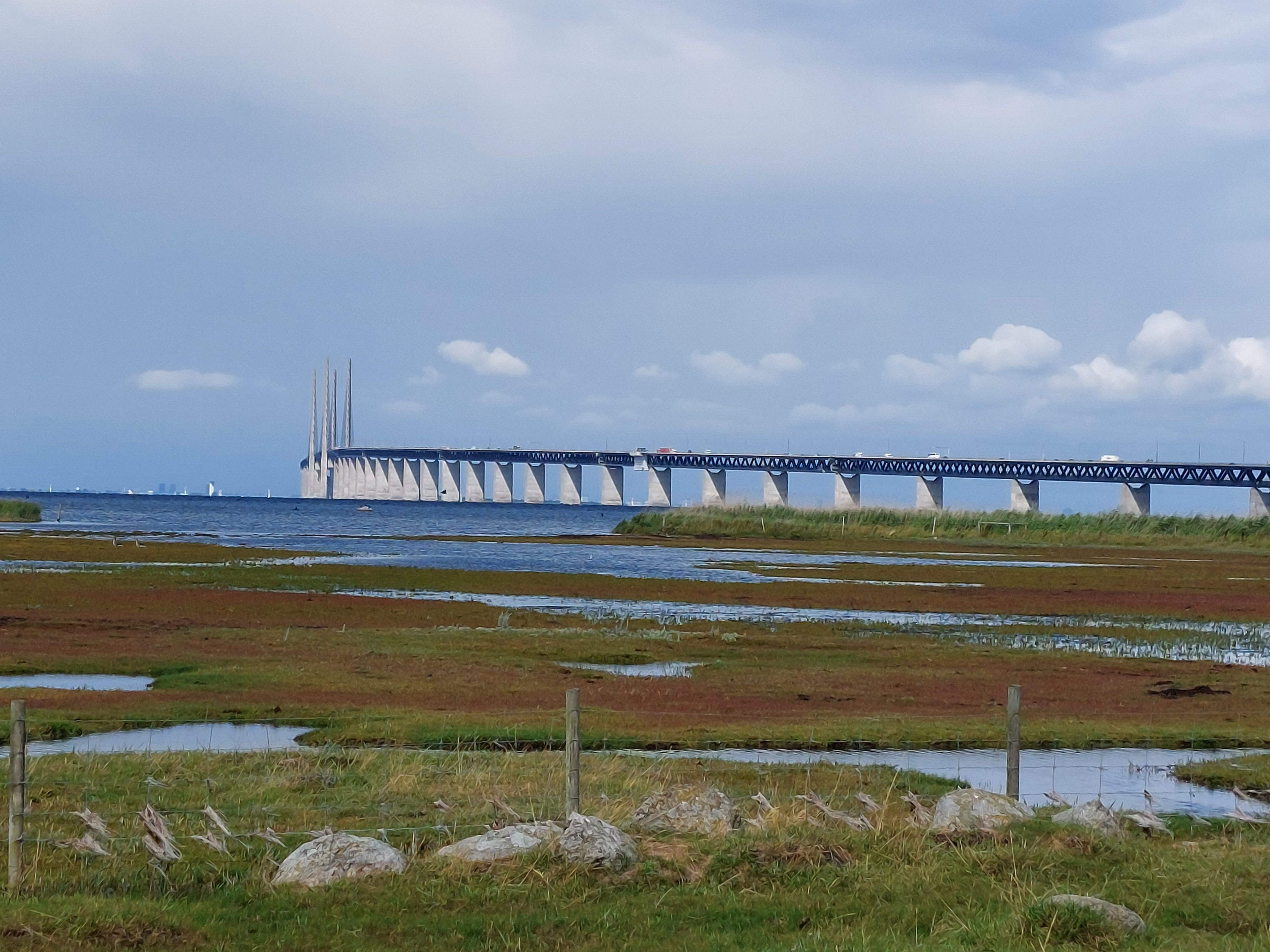
Le pont de l'Øresund relie les deux pays.